# Josh Hairston
Joshua Keith Hairston, detto Josh (Alexandria, 12 gennaio 1992), è un ex cestista statunitense.